# Park Jong-woo
Park Jong-woo (* 10. März 1989 in Seongnam) ist ein südkoreanischer Fußballspieler.

## Karriere

### Klub
Nach Stationen in Schul- als auch Universitätsmannschaften wechselte er Anfang 2010 in den Kader von Busan IPark. Hier spielte er bis Februar 2014 und wechselte danach in die Volksrepublik China zu Guangzhou City, wo er für gut ein Jahr spielte. Im Sommer zog er dann weiter in die Vereinigten Arabischen Emirate zu al-Jazira, mit denen er auch die Meisterschaft einmal gewann. Zur Saison 2017/18 wechselte er innerhalb des Landes weiter zum Emirates Club. Nach einer Saison kehrte er schließlich wieder in sein Heimatland zurück und schloss sich dort den Suwon Bluewings an. Seit Januar 2019 spielt er wieder bei seinem ehemaligen Klub Busan IPark. Nach 90 Ligaspielen wechselte er im Sommer nach Thailand. Hier unterschrieb er im Juni einen Vertrag beim Erstligisten Nongbua Pitchaya FC. Am Ende der Saison 2024/25 belegte er mit Nongbua den 14. Tabellenplatz und musste somit in die zweite Liga absteigen. Nach dem Abstieg wurde sein Vertrag im Sommer 2025 nicht verlängert.

### Nationalmannschaft
Sein erstes bekanntes Spiel für die südkoreanische Nationalmannschaft absolvierte er am 16. Oktober 2012 bei einer 0:1-Niederlage gegen den Iran während der Qualifikation für die Weltmeisterschaft 2014. Nach einem weiteren Freundschafts- und einem Qualifikationsspiel bekam er dann einen Einsatz bei der Ostasienmeisterschaft 2017. Danach folgten in den nächsten Jahren nur noch Freundschaftsspiele. Zwar wurde er für den Kader bei der Weltmeisterschaft 2014 nominiert, erhielt hier jedoch keinerlei Einsatz. Sein letzter Einsatz im Nationaldress war am 10. Oktober 2017 eine 1:3-Freundschaftsspielniederlage gegen Marokko.
Er war auch Teil der Mannschaft bei den Olympischen Spielen 2012 in London, wo er mit seiner Mannschaft den dritten Platz belegte und er somit eine Bronzemedaille erhielt.